# Аграрный фонд (компания)
АО Агрaрный фoнд - акционерное общество (АО) «Аграрный фонд», один из ведущих операторов агропромышленной отрасли экономики Украины . Предприятие основано 22 апреля 2013 года, согласно постановлению Кабинета Министров Украины
ПАО «Аграрный фонд» специализируется на закупке зерновых по форвардным контрактам, продаже минеральных удобрений, зерна и муки. Ежегодно предприятие закупает около миллиона тонн зерна. Собственником 100 % акций АО «Аграрный фонд» есть государство в лице Министерства аграрной политики и продовольствия Украины .
Худший результат показал Аграрный фонд в 2019 году. Так, если в 2018 году у него была прибыль в 147 млн., то в 2019-м предприятие ушло в минус на 3,2691 миллиарда.

## Деятельность АО Аграрный фонд
АО «Аграрный фонд» в первом полугодии 2015 уплатило государству дивиденды в размере 333 млн. грн. по результатам деятельности предприятия в 2014 году.
В декабре 2015 года АО «Аграрный фонд» вышло на розничный рынок муки и представило свою продукцию в крупнейших торговых сетях Украины.
АО «Аграрный фонд» входит в ТОП-10 наиболее прибыльных государственных предприятий агросектра Украины.
ПАО "Аграрный фонд" победил в конкурсе Национального рейтинга качества товаров и услуг "Звезда качества". Общество стало победителем в категории «Лучшее предприятие Украины 2017».
В 2017 году ПАО "Аграрный фонд" стало победителем конкурса "Столичный стандарт качества". Высокое отличие Общество получило по результатам испытаний и оценки производства пшеничной муки фасованного высшего сорта собственной ТМ.

## Хронология
- ПАО «Аграрный фонд» был образован 22 апреля 2013 г. р.
- ПАО «Аграрный фонд» от ДСБУ «Аграрный фонд» переданы функции форвардных закупок зерновых.
- По итогам 2018 года доход ПАО «Аграрный фонд» составил 6,9 млрд грн, чистая прибыль – 147 млн грн. Выполнение финансового плана предприятия по части чистой прибыли составляет 101%. По результатам 2018 года ОАО «Аграрный фонд» уплатило государству дивиденды в размере 132,3 млн грн, что составило 90% чистой прибыли. В 2018 году ПАО «Аграрный фонд» реализовано 360,6 тыс. тонн зерна, произведено 149,6 тыс. тонн муки, а реализовано на внутреннем рынке – 155,4 тыс. тонн муки. Реализация муки происходила как оптовым, так и розничным партиям, в частности, в торговых сетях под собственной торговой маркой. Розничная продукция ОАО «Аграрный фонд» представлена почти в 500 точках продаж. В 2018 году предприятие реализовало 504,5 тыс. тонн минеральных удобрений. В 2018 году Общество уплатило налоги, сборы и обязательные платежи на сумму 1,63 млрд грн, в том числе налог на добавленную стоимость - 1,5 млрд грн.
- По итогам 2017 года доход ПАО «Аграрный фонд» составил 4,3 млрд грн, чистая прибыль – 94,8 млн грн. Выполнение финансового плана предприятия по части чистой прибыли составляет 103,6%. По результатам деятельности предприятия в 2017 году государству были уплачены дивиденды в размере 71 млн грн.
- По итогам 2016 года доход ПАО «Аграрный фонд» составил 2,1 млрд грн, прибыль до налогообложения – 410,0 млн грн. После начисления резерва сомнительных долгов и налога на прибыль чистая прибыль Общества составила 48,7 млн грн. Выполнение финансового плана предприятия составило 101%. В 2016 году ПАО «Аграрный фонд» было уплачено налогов, сборов и обязательных платежей на сумму 667,3 млн грн, в том числе дивиденды – 116 млн грн.
- Чистая прибыль ОАО «Аграрный фонд» по результатам 2015 года составила 154,6 млн. грн. Финансовый план предприятия по части чистой прибыли перевыполнен на 243%.
- 10 июня 2020 года сменилось название с ПАО "Аграрный фонд" на АО "Аграрный фонд"

## Руководители
- С 17 октября 2013 года по 4 февраля 2015 года фонд возглавлял Кирюк Александр .
- С 25 февраля 2015 года согласно распоряжению Кабинета министров Украины от 25.02.2015 года № 175-р, председателем правления ПАО «Аграрный фонд» назначен Андрей Радченко . Уволен с должности 23 октября 2019 года [1] .
- С 15 ноября 2019 года исполняющим обязанности председателя правления был Иван Барышев [2] [3] .
- С 13 мая 2020 исполняющим обязанности председателя правления является Богдан Банчук [4] .